# Luhov (hradiště)
Luhov je pravěké hradiště jihozápadně od stejnojmenné vesnice u Líšťan v okrese Plzeň-sever. Nachází se na ostrožně nad vodní nádrží Hracholusky na levém břehu Mže v místech zvaných Vojenský tábor. Pozůstatky hradiště jsou chráněny jako kulturní památka ČR.

## Historie
Z lokality pochází nález bronzové jehlice z mladší doby bronzové. Hradiště vzniklo až v pozdní době bronzové a existovalo také v pozdní době halštatské. Ze starší fáze pochází nálezy keramiky nynické skupiny, zatímco halštatské osídlení dokládá nalezený bronzový třmenový náramek. V areálu hradiště se nachází rekreační chaty. Část archeologických nálezů byla získána v rámci záchranných výzkumů při stavbě rekreační infrastruktury.

## Stavební podoba
Původně dvoudílné hradiště o rozlože devět hektarů a rozměrech 630 × 250 metrů chránila obvodová hradba dochovaná v podobě valu, který má místy charakter terasy. Příčné vnitřní opevnění se nedochovalo. Na snadno přístupné východní straně bylo opevnění zesíleno čtyřnásobným valem, ale dochoval se jen zdvojený val a příkop.